# Spider-Man: Daleko od domu
Spider-Man: Daleko od domu (oryg. Spider-Man: Far From Home) – amerykański fantastycznonaukowy film akcji z 2019 roku na podstawie serii komiksów o superbohaterze o pseudonimie Spider-Man wydawnictwa Marvel Comics. Za reżyserię odpowiadał Jon Watts na podstawie scenariusza Chrisa McKenny i Erika Sommersa. Producentami filmu są Kevin Feige i Amy Pascal. Tytułową rolę zagrał Tom Holland, a obok niego w głównych rolach wystąpili: Samuel L. Jackson, Zendaya, Cobie Smulders, Jon Favreau, J.B. Smoove, Jacob Batalon, Martin Starr, Marisa Tomei i Jake Gyllenhaal.
Po wydarzeniach z czwartej części Avengers, główny bohater, Peter Parker, wyrusza razem z przyjaciółmi w wakacyjną podróż po Europie, podczas której musi zmierzyć się z istotami zwanymi Żywiołakami.
Spider-Man: Daleko od domu powstał przy współpracy Sony Pictures z Marvel Studios. Wchodzi on w skład III Fazy Filmowego Uniwersum Marvela. Jest to dwudziesty trzeci film należący do tej franczyzy, który kończy jej rozdział zatytułowany Saga Nieskończoności. Jest on kontynuacją filmu Spider-Man: Homecoming z 2017 roku. Trzecia część, Spider-Man: Bez drogi do domu, miała premierę w 2021 roku. W przygotowaniu są również: druga trylogia z Hollandem w tytułowej roli i serial animowany dla Disney+, Spider-Man: Freshman Year.
Światowa premiera filmu miała miejsce 26 czerwca 2019 roku w Los Angeles. W Polsce zadebiutował on 5 lipca tego samego roku. Film przy budżecie 160 milionów dolarów zarobił ponad 1,13 miliarda. Otrzymał on pozytywne oceny od krytyków.

## Streszczenie fabuły
W Ixtenco w Meksyku Nick Fury i Maria Hill badają nienaturalną burzę i natrafiają na Żywiołaka Ziemi. Na miejscu pojawia się Quentin Beck, aby pokonać stworzenie. Później Beck pokonuje Żywiołaka Powietrza i zostaje zwerbowany przez Fury’ego i Hill. W tym czasie uczniowie Midtown School of Science and Technology w Nowym Jorku kończą rok. Szkoła organizuje dwutygodniową wycieczkę do Europy, podczas której Peter Parker, który wciąż opłakuje śmierć swojego mentora, Tony’ego Starka, planuje wyznać MJ miłość. Happy Hogan informuje Parkera, że Fury planuje się nim skontaktować, ale Parker ignoruje telefon od niego.
Parker i jego koledzy z klasy zaczynają podróż od Wenecji we Włoszech, gdzie atakuje Żywiołak Wody. Parker próbuje chronić swoich kolegów z klasy, gdy pojawia się Beck i niszczy stworzenie. Fury spotyka się z Parkerem i daje mu okulary Starka, przeznaczone dla jego następcy. Okulary umożliwiają mu komunikację i przejęcie dowództwa nad sztuczną inteligencją E.D.I.T.H., która ma dostęp do baz danych Stark Industries i zarządza dużym zapasem broni umieszczonej na orbicie. Beck informuje Parkera, że pochodzi z alternatywnej rzeczywistości, w której Żywiołaki zabiły jego rodzinę i zniszczyły jego cywilizację. Przewiduje, że Żywiołak Ognia pojawi się w Pradze. Parker odmawia przyłączenia się do walki i wraca na wycieczkę klasową.
Fury potajemnie zmienia trasę wycieczki, aby skierować uczniów do Pragi. Tam Parker zostaje zmuszony do pomocy Beckowi w walce z Żywiołakiem Ognia i ponownie musi chronić swoich przyjaciół. Beckowi udaje się zniszczyć stworzenie z pomocą Parkera. Fury i Hill zapraszają Parkera i Becka do Berlina, aby omówić utworzenie nowego zespołu superbohaterów, jednak Parker decyduje, że Beck powinien iść sam i przekazuje mu kontrolę nad E.D.I.T.H. Okazuje się, że Beck jedynie udawał, że pochodzi z innej rzeczywistości; tak naprawdę jest on byłym specjalistą od holograficznych iluzji Stark Industries, zwolnionym z powodu niestabilności. Obecnie przewodzi zespołowi niezadowolonych byłych pracowników Starka i używa zaawansowanych projektorów zamontowanych na dronach do symulacji ataków Żywiołaków oraz swojej maskarady jako bohatera, aby przejąć kontrolę nad E.D.I.T.H. i zwiększyć skalę swoich iluzji.
MJ informuje Parkera, że wie, że jest Spider-Manem. Później odkrywają, że kawałek gruzu, który MJ znalazła podczas bitwy, to projektor obrazujący część ataku Żywiołaka Powietrza. Dzięki temu dowiadują się, że Beck nie jest tym, za kogo się podaje. Parker wyrusza do Berlina, aby ostrzec Fury’ego. Po tym, jak Parker ujawnia, że powiedział swoim przyjaciołom prawdę o Becku, wszystko okazuje się być kolejną iluzją. Beck rozprasza Parkera dużą ilością iluzji i kieruje go prosto pod pędzący pociąg. Zakłada jego zgon, jednak ciężko ranny Parker odzyskuje przytomność i kontaktuje się z Hoganem, który przewozi go do Londynu, gdzie dotarła jego wycieczka. Beck przy pomocy E.D.I.T.H. tworzy iluzję łączącą wszystkie Żywiołaki i planuje zabić przyjaciół Parkera. Parkerowi udaje się zniszczyć iluzję, więc Beck postanawia zaatakować go przy użyciu dronów. Parker pokonuje Becka i odzyskuje kontrolę nad E.D.I.T.H. Beck umiera z powodu ran odniesionych przez nieudane strzały z dronów, ale jeden z jego współpracowników ucieka z danymi z dronów. Po powrocie do Nowego Jorku Parker zaczyna się spotykać z MJ.
W scenie pomiędzy napisami J. Jonah Jameson z portalu TheDailyBugle.net transmituje sfabrykowany materiał filmowy z incydentu w Londynie, w którym Beck wrobił Spider-Mana w atak dronów i jego śmierć oraz ujawnił tożsamość Parkera światu. W scenie po napisach Fury i Hill okazują się być Skrullami w przebraniu, Talosem i Soren, pod dowództwem prawdziwego Fury’ego, który przebywa na statku kosmicznym Skrulli.

## Obsada
| Polski dubbing |
| • Jakub Gawlik jako Peter Parker / Spider-Man • Krzysztof Stelmaszyk jako Nick Fury • Wiktoria Wolańska jako Michelle „MJ” Jones-Watson • Anna Dereszowska jako Maria Hill • Michał Piela jako Harold „Happy” Hogan • Modest Ruciński jako Julius Dell • Sebastian Perdek jako Ned Leeds • Oskar Hamerski jako Roger Harrington • Kinga Ilgner jako May Parker • Grzegorz Małecki jako Quentin Beck / Mysterio |

- Tom Holland jako Peter Parker / Spider-Man, nastolatek i Avenger, który posiada pajęcze zdolności w wyniku ugryzienia przez genetycznie zmodyfikowanego pająka[6].
- Samuel L. Jackson jako Nick Fury / Talos, Skrull, wynajęty przez byłego dyrektora T.A.R.C.Z.Y, Nicka Fury’ego, aby podszywał się pod niego[7]. Ben Mendelsohn zagrał Talosa bez przebrania[8].
- Zendaya jako Michelle „MJ” Jones-Watson, samotniczka, koleżanka Parkera, która zostaje jego dziewczyną[9].
- Cobie Smulders jako Maria Hill / Soren, żona Talosa, przedstawicielka rasy Skrull, wynajęta, aby podszywać się po byłą agentkę T.A.R.C.Z.Y, Marię Hill[7]. Sharon Blynn zagrała Soren bez przebrania[8].
- Jon Favreau jako Harold „Happy” Hogan, szef ochrony Stark Industries, były szofer i przyjaciel Tony’ego Starka, który opiekuje się Parkerem[10].
- J.B. Smoove jako Julius Dell, nauczyciel w szkole Parkera i opiekun grupy podczas wycieczki[11][12].
- Jacob Batalon jako Ned Leeds, najlepszy przyjaciel Parkera ze szkoły[13].
- Martin Starr jako Roger Harrington, nauczyciel w szkole Parkera i opiekun grupy podczas wycieczki[14].
- Marisa Tomei jako May Parker, ciocia Petera Parkera, która opiekuje się bratankiem męża[15].
- Jake Gyllenhaal jako Quentin Beck / Mysterio, iluzjonista i wynalazca podający się za przybysza z innej rzeczywistości[16].

Swoje role z poprzednich filmów franczyzy powtórzyli: Tony Revolori jako Eugene „Flash” Thompson, szkolny rywal Parkera; Angourie Rice jako Betty Brandt, dziewczyna Leedsa; Jorge Lendeborg Jr. jako Jason Ionello, kolega ze szkoły Parkera oraz Peter Billingsley jako William Ginter Riva, naukowiec kiedyś pracujący z Obadiahem Stane’em.
W filmie ponadto wystąpili: Numan Acar jako Dimitri Smerdyakov, współpracownik Fury’ego, Remy Hii jako Brad Davis, konkurent Parkera o względy Jones oraz Zach Barack jako Zach, kolega ze szkoły Parkera. Dawn Michelle King udzieliła swojego głosu sztucznej inteligencji E.D.I.T.H.. Wygenerowane komputerowo Żywiołaki zostały zainspirowane klasycznymi przeciwnikami Spider-Mana z komiksów: Hydro-Manem, Molten Manem, Sandmanem i Cyclonem.
W roli cameo w scenie po napisach pojawił się J.K. Simmons jako J.Jonah Jameson. Aktor powtórzył swoją rolę z trylogii o Spider-Manie w reżyserii Sama Raimiego, która nie jest osadzona w Filmowym Uniwersum Marvela. W filmie wykorzystano archiwalne materiały z filmów Iron Man (2008) z Jeffem Bridgesem jako Obadiahem Stanem oraz Kapitan Ameryka: Wojna bohaterów (2016) z Robertem Downeyem Jr. w roli Tony’ego Starka. Ponadto na początku filmu zostały wykorzystane także zdjęcia postaci z poprzednich filmów franczyzy. Pokazani zostali: Downey Jr. jako Stark, Chris Evans jako Steve Rogers / Kapitan Ameryka, Scarlett Johansson jako Natasha Romanoff / Czarna Wdowa i Paul Bettany jako Vision.

## Produkcja

### Rozwój projektu

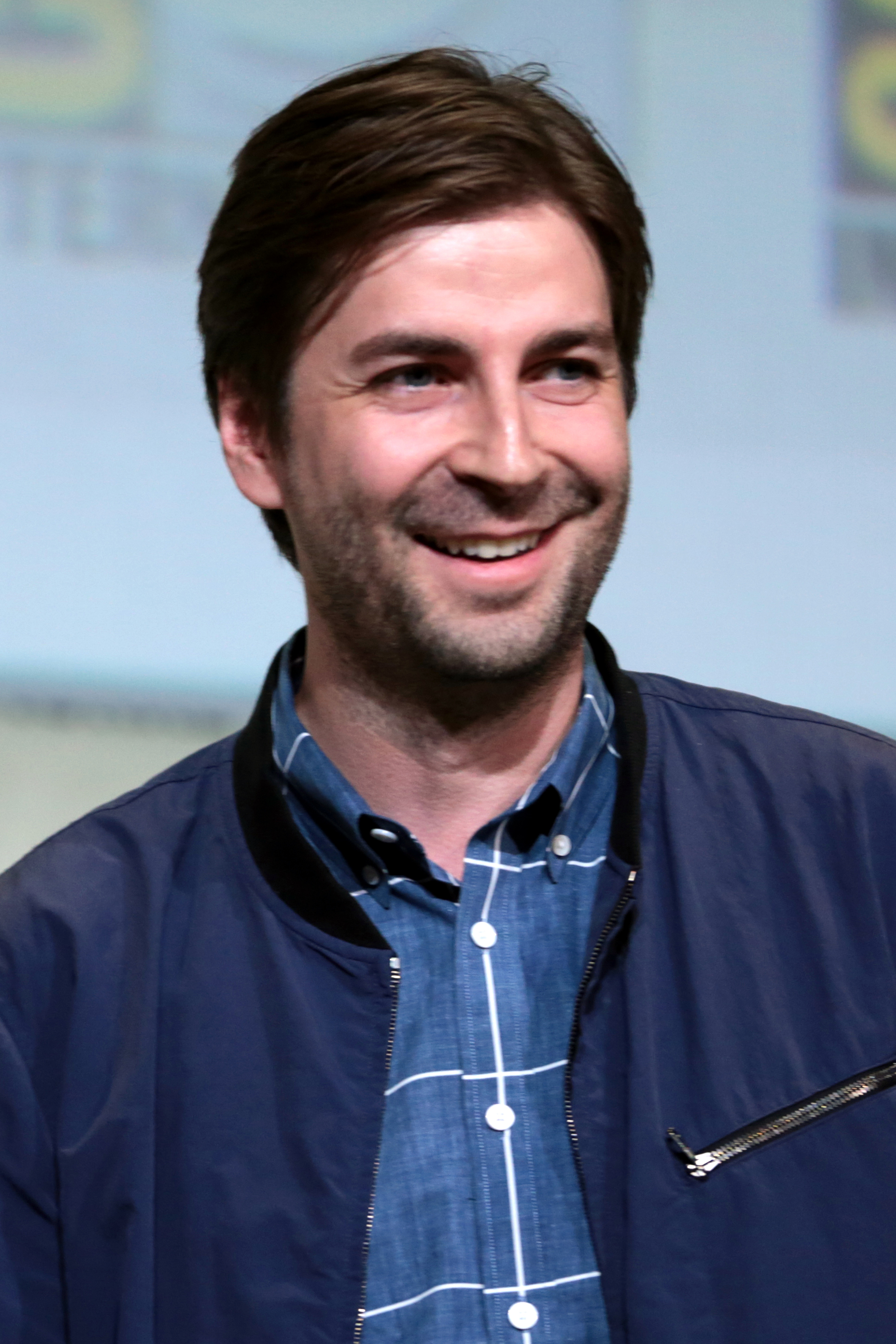
Jon Watts, reżyser filmu

W czerwcu 2016 roku Tom Rothman poinformował, że Sony Pictures i Marvel Studios planują kolejne filmy o Spider-Manie. Miesiąc później Kevin Feige ujawnił, że pragnie wzorować się na serii o Harrym Potterze tak, aby każdy film opowiadał o kolejnym roku szkolnym Petera Parkera. W październiku Tom Holland wyjawił, że trwają rozmowy na temat kolejnego filmu. W grudniu studio oficjalnie potwierdziło sequel oraz zapowiedziało, że jego amerykańska premiera została przewidziana na 5 lipca 2019 roku.
W czerwcu 2017 roku poinformowano, że akcja filmu będzie rozgrywać się zaraz po wydarzeniach pokazanych w czwartej części Avengers. W lipcu ujawniono, że w filmie zostanie wykorzystana kolejna postać, do której ma prawa Marvel Studios. W tym samym miesiącu poinformowano, że Jon Watts, który odpowiadał za Homecoming, negocjuje powrót do roli reżysera w kontynuacji. Pod koniec sierpnia film rozpoczął przedprodukcję, a dwóch scenarzystów pierwszej części, Chris McKenna i Erik Sommers, negocjowało powrót do pracy przy kontynuacji. W grudniu potwierdzono, że Watts wyreżyseruje film, a w maju 2018 roku, że McKenna i Sommers są odpowiedzialni za napisanie scenariusza. Pod koniec czerwca Tom Holland wyjawił pełny tytuł filmu, Spider-Man: Far From Home. W kwietniu 2019 roku amerykańska data premiery została przesunięta o kilka dni, na 2 lipca.

### Casting
W listopadzie 2016 roku Tom Holland poinformował, że jego kontrakt opiewa na 6 filmów, w tym na trzy o Spider-Manie. W październiku 2017 roku Jacob Batalon potwierdził, że powróci jako Ned Leeds. W lutym 2018 roku ujawniono, że Zendaya zagra ponownie Michelle „MJ” Jones.
W maju 2018 roku poinformowano, że Jake Gyllenhaal negocjuje rolę Mysterio w filmie oraz że Michael Keaton i Marisa Tomei powtórzą role z pierwszej części. Pod koniec czerwca potwierdzono udział Gyllenhaala. W następnym miesiącu poinformowano, że swoje role z pierwszej części powtórzą Tony Revolori i Hemky Madera. Do obsady dołączyli również Numan Acar i J.B. Smoove. Na początku sierpnia ujawniono, że Samuel L. Jackson i Cobie Smulders powtórzą swoje role z poprzednich produkcji franczyzy jako Nick Fury i Maria Hill. W tym samym miesiącu do obsady dołączył Remy Hii.
Pod koniec września ujawniono, że swoje role z poprzedniej części powtórzą Angourie Rice jako Betty Brandt oraz Martin Starr jako Roger Harrington. W maju 2019 roku Watts wyjawił, że – pomimo wcześniejszych doniesień – Keaton i Laura Harrier nie pojawiają się w filmie. Sceny z udziałem Madery nie pojawiły się w ostatecznej wersji filmu.

### Zdjęcia i postprodukcja

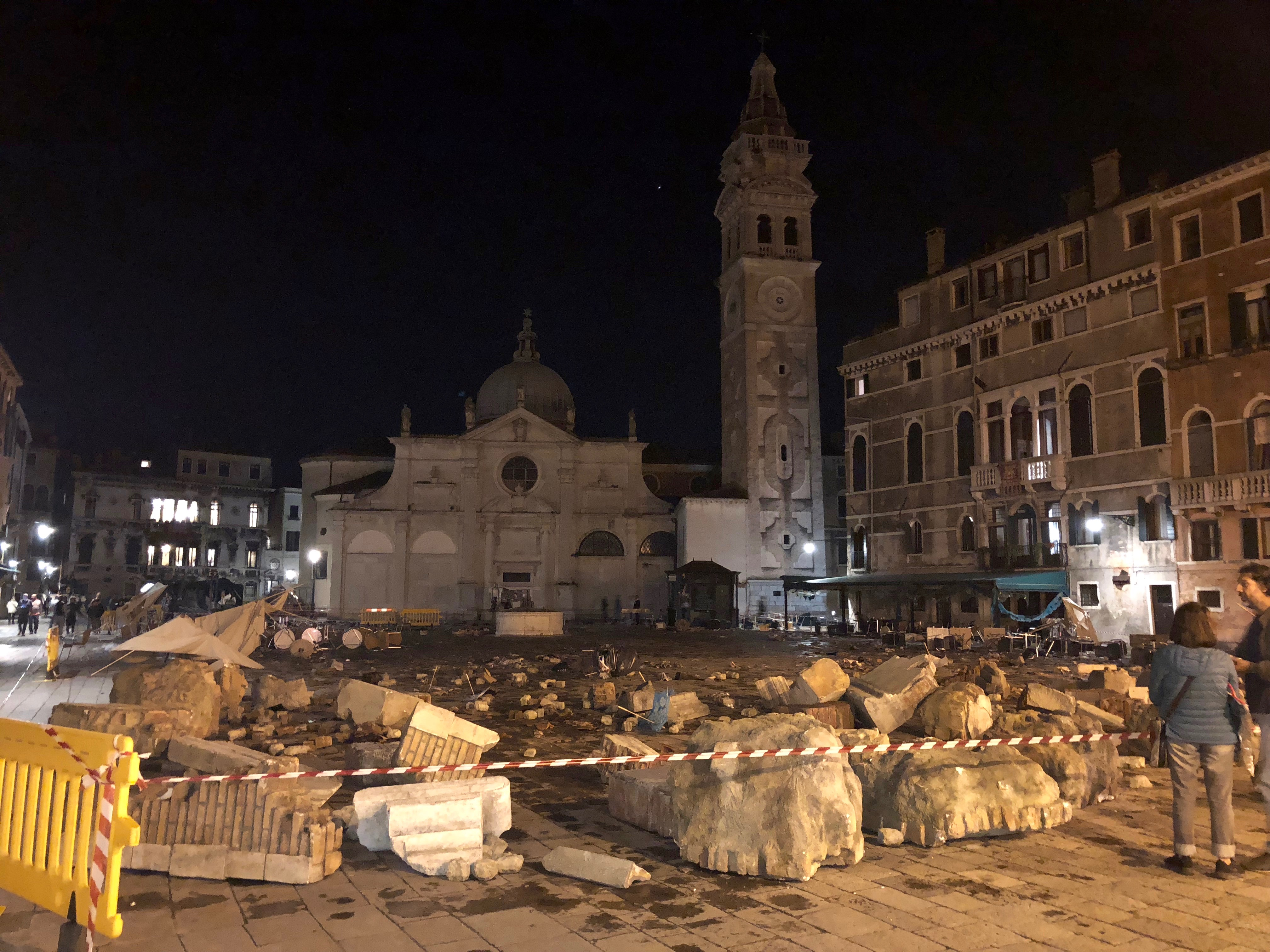
Plan zdjęciowy filmu w Wenecji

Zdjęcia do filmu rozpoczęły się 2 lipca 2018 roku w hrabstwie Hertfordshire w Wielkiej Brytanii pod roboczym tytułem Fall of George. Później prace na planie przeniosły się do Londynu i portu lotniczego Londyn-Stansted. Zdjęcia realizowano również w studiu w Leavesden, gdzie zbudowano plan Wenecji. We wrześniu zdjęcia miały miejsce w Pradze i Libercu w Czechach. Pod koniec miesiąca prace na planie przeniosły się do Wenecji we Włoszech. W październiku zdjęcia realizowano w Nowym Jorku i Newark w Stanach Zjednoczonych pod roboczym tytułem Bosco. Nakręcono wtedy sceny między innymi w Madison Square Garden, na Pennsylvania Station i w porcie lotniczym Newark-Liberty. Prace na planie zostały zakończone 16 października. Za zdjęcia odpowiadał Matthew J.Lloyd, scenografią zajął się Claude Paré, a kostiumy zaprojektowała Anna B. Sheppard.
Montażem zajęli się Dan Lebental i Leigh Folsom Boyd. Efekty specjalne przygotowały studia: Framestore, Industrial Light & Magic, Image Engine, Sony Pictures Imageworks, Luma Pictures, Rising Sun Pictures, Scanline VFX, Territory Studio i Method Studios, a odpowiadał za nie Janek Sirrs. Method Studios stworzyło scenę jazdy motorówką Spider-Mana i Fury’ego po kanałach Wenecji. Image Engine odpowiadało za odrzutowiec Starka, drony i satelitę. Studio stworzyło również warsztat budowy kostiumu Spider-Mana w odrzutowcu oraz pole tulipanów w Holandii, która nakręcona została na pustej polanie w Wielkiej Brytanii. Rising Sun Pictures zajęło się sceną z hologramami, w której Mysterio rozmawia ze Spider-Manem o Żywiołakach. Scanline VFX stworzyło sceny walk z Żywiołakami Wody w Wenecji i Ziemi w Meksyku, a Luma Pictures odpowiadało za walkę z Żywiołakiem Ognia w Pradze. Sony Pictures Imageworks stworzyło finałową walkę w Londynie oraz Superżywiołaka. Framestore przygotowało efekty w scenie walki Spider-Mana uwięzionego w iluzji Mysterio. Industrial Light & Magic zajęło się sceną charytatywną i kończącą film sceną w Nowym Jorku. Postprodukcję filmu zakończono na początku czerwca 2019 roku.

## Muzyka
W październiku 2018 roku poinformowano, że Michael Giacchino, który pracował nad Spider-Man: Homecoming, również skomponuje muzykę do tego filmu. Album Spider-Man: Far From Home Original Motion Picture Soundtrack został wydany 28 czerwca 2019 roku przez Sony Classical.
W filmie ponadto wykorzystano utwory: „I Will Always Love You” (Whitney Houston), „Back in Black” (AC/DC), „I Wanna Be Your Boyfriend” (Ramones), „Vacation” (The Go-Go’s), „If You’re Snappy And You Know It” (Mick Giacchino), „Stella Stai” (Umberto Tozzi), „Bongo Cha Cha Cha” (Caterina Valente), „Amore Di Tabacco” (Mina), „Slnko” (Marcela Laiferová), „Snad jednou ti dám” (The Matadors), „Deux Arabesques” (Claude Debussy), „CRSD” (Flipbois), „The Devil’s Wall” (Bedřich Smetana), „Moravian Polka” (Jaroslav Fuksa i Vladmir Pffefer), „Town Called Malice” (The Jam), „EUROFLASH” (Eugene Thompson), „Wat Mout Ik Met Zo’n Man” (Jantina Noorman) i „A Message To You, Rudy” (The Specials).
| Spider-Man: Far From Home Original Motion Picture Soundtrack – 2019 | Spider-Man: Far From Home Original Motion Picture Soundtrack – 2019 | Spider-Man: Far From Home Original Motion Picture Soundtrack – 2019 | Spider-Man: Far From Home Original Motion Picture Soundtrack – 2019 |
| Nr                                                                  | Tytuł utworu                                                        | Autor                                                               | Długość                                                             |
| ------------------------------------------------------------------- | ------------------------------------------------------------------- | ------------------------------------------------------------------- | ------------------------------------------------------------------- |
| 1.                                                                  | „Far From Home Suite Home”                                          | M. Giacchino                                                        | 8:27                                                                |
| 2.                                                                  | „It’s Perfect”                                                      | M. Giacchino                                                        | 0:30                                                                |
| 3.                                                                  | „World’s Worst Water Feature”                                       | M. Giacchino                                                        | 7:30                                                                |
| 4.                                                                  | „Multiple Realities”                                                | M. Giacchino                                                        | 3:32                                                                |
| 5.                                                                  | „Brad to the Drone”                                                 | M. Giacchino                                                        | 3:32                                                                |
| 6.                                                                  | „Change of Plans”                                                   | M. Giacchino                                                        | 2:28                                                                |
| 7.                                                                  | „Night Monkey Knows How to Do It”                                   | M. Giacchino                                                        | 0:19                                                                |
| 8.                                                                  | „Mr. One Hundred and One”                                           | M. Giacchino                                                        | 3:20                                                                |
| 9.                                                                  | „Prague Rocked”                                                     | M. Giacchino                                                        | 3:43                                                                |
| 10.                                                                 | „Who’s Behind Those Foster Grants”                                  | M. Giacchino                                                        | 2:57                                                                |
| 11.                                                                 | „Power to the People”                                               | M. Giacchino                                                        | 3:33                                                                |
| 12.                                                                 | „Personal Hijinks”                                                  | M. Giacchino                                                        | 3:53                                                                |
| 13.                                                                 | „Praguenosis: BAD”                                                  | M. Giacchino                                                        | 1:08                                                                |
| 14.                                                                 | „A Lot of ‘Splaining to Do”                                         | M. Giacchino                                                        | 2:14                                                                |
| 15.                                                                 | „The Magical Mysterio Tour”                                         | M. Giacchino                                                        | 3:21                                                                |
| 16.                                                                 | „Taking the Gullible Express/ Spidey Sensitive”                     | M. Giacchino                                                        | 5:07                                                                |
| 17.                                                                 | „Gloom and Doom”                                                    | M. Giacchino                                                        | 4:16                                                                |
| 18.                                                                 | „High and Flighty”                                                  | M. Giacchino                                                        | 2:20                                                                |
| 19.                                                                 | „An Internal Battle”                                                | M. Giacchino                                                        | 1:50                                                                |
| 20.                                                                 | „Happy Landings”                                                    | M. Giacchino                                                        | 2:58                                                                |
| 21.                                                                 | „Tower of Cower”                                                    | M. Giacchino                                                        | 5:12                                                                |
| 22.                                                                 | „Bridging the Trap”                                                 | M. Giacchino                                                        | 1:58                                                                |
| 23.                                                                 | „Bridge and Love’s Burning”                                         | M. Giacchino                                                        | 2:50                                                                |
| 24.                                                                 | „Swinging Set”                                                      | M. Giacchino                                                        | 1:47                                                                |
| 25.                                                                 | „And Now This…”                                                     | M. Giacchino                                                        | 0:58                                                                |
|                                                                     |                                                                     |                                                                     | 1:19:43                                                             |

## Promocja
8 grudnia 2018 roku na CCXP Brazil, podczas panelu studia Sony Pictures, w którym uczestniczyli Tom Holland, Jacob Batalon i Jake Gyllenhaal, zostały zaprezentowane publiczności fragmenty filmu. 15 stycznia 2019 roku został udostępniony pierwszy zwiastun, równocześnie z wersją międzynarodową. Zostały one obejrzane 130 milionów razy w ciągu 24 godzin. 6 maja 2019 roku wypuszczono drugi zwiastun. Obejrzało go 135 milionów widzów w ciągu 24 godzin.
Partnerami promocyjnymi filmu byli: United Airlines, Audi, Dr Pepper, PepsiCo, Baskin-Robbins, Dunkin’ Donuts, Kellogg’s, Telecom Italia Mobile, Bonafont, Google, KFC, EuroRepar, Pure Gyms, 7-Eleven, Whirlpool, Vital Waters, Danone Waters, Philips, Optus, Western Union, Perfetti Van Melle, Synchrony Bank, NYC & Company, Papa John’s Pizza i Burger King. Koszty kampanii marketingowej zostały oszacowane na 288 milionów dolarów.
We wrześniu 2019 roku studio zaprezentowało zwiastun „Night Monkey”, który promował wydanie filmu na nośnikach. W tym samym miesiącu powstała fikcyjna strona internetowa TheDailyBugle.net jako część marketingu wirusowego.
Dziennikarz Germain Lussier stwierdził w maju 2018 roku, że w związku ze śmiercią Spider-Mana w filmie Avengers: Wojna bez granic studio może rozpocząć kampanię marketingową po wydaniu filmu Avengers: Koniec gry, na dwa miesiące przed wydaniem Daleko od domu, lub zdradzić zakończenie filmu Koniec gry. Pierwszy zwiastun nie odwoływał się do wydarzeń z obu filmów Avengers, a przed drugim zwiastunem pojawiło się ostrzeżenie, że ujawnia on zakończenie Końca gry.
Komiksy powiązane
W marcu 2019 roku została wydana komiksowa adaptacja filmu Spider-Man: Homecoming, zatytułowana Spider-Man: Far From Home Prelude. Will Corona Pilgrim napisał scenariusz, a za rysunki odpowiadał Luca Maresca.

## Wydanie

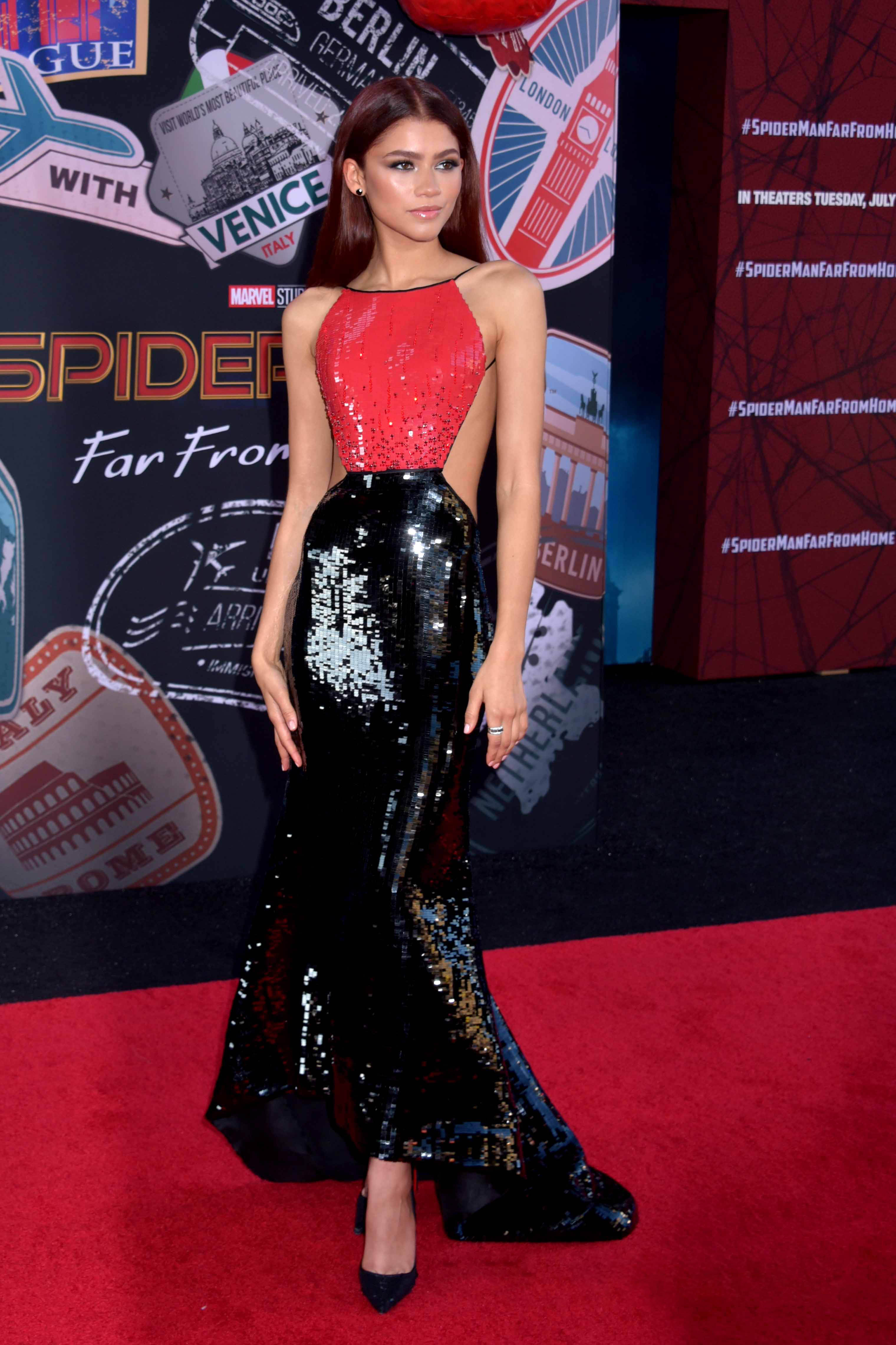
Zendaya podczas światowej premiery filmu w Los Angeles

Światowa premiera Spider-Man: Daleko od domu miała miejsce 26 czerwca 2019 roku w Los Angeles. Podczas wydarzenia uczestniczyła obsada i ekipa produkcyjna filmu oraz zaproszeni specjalni goście. Premierze tej towarzyszył czerwony dywan oraz szereg konferencji prasowych.
Premiera dla szerszej publiczności w Stanach Zjednoczonych odbyła się 2 lipca tego samego roku. Początkowo miała ona mieć miejsce 5 lipca. Od 29 sierpnia pokazywano film w wersji rozszerzonej o cztery minuty. W Polsce film zadebiutował 5 lipca tego samego roku. Za kinową dystrybucję filmu w Polsce odpowiadała firma United International Pictures.
Film został wydany cyfrowo w Stanach Zjednoczonych 17 września 2017 roku przez Sony Pictures Home Entertainment, a 1 października tego samego roku na nośnikach DVD i Blu-ray. W Polsce został on wydany 6 listopada tego samego roku przez Imperial CinePix. Wśród dodatków znalazł się film krótkometrażowy Peter’s To-Do List, który zawiera materiały, które nie znalazły się w finalnej wersji filmu. Pojawił się w nim Hemky Madera jako pan Delmar.
11 listopada 2019 roku film został wydany również w 14-dyskowej wersji kolekcjonerskiej Marvel Cinematic Universe: Phase Three Collection – Part 2, która zawiera 6 filmów kończących Fazę Trzecią, a 15 listopada tego samego roku w specjalnej wersji zawierającej 23 filmy franczyzy tworzące The Infinity Saga.

## Odbiór

### Box office
Spider-Man: Daleko od domu, mając budżet wynoszący 160 milionów dolarów, po sześciu dniach wyświetlania w Stanach Zjednoczonych i Kanadzie zarobił 185 milionów. W ciągu dziesięciu dni od otwarcia osiągnął wynik 580 milionów na całym świecie. 18 sierpnia 2019 roku film ustanowił najlepszy wynik finansowy Sony Pictures pokonując Skyfall z 2012 roku. Ostatecznie film zarobił prawie 1,132 miliarda dolarów, z czego w Stanach Zjednoczonych i Kanadzie zarobił ponad 390 milionów.
Prognozy na 3 tygodnie przed premierą szacowane były na 150-200 milionów dolarów podczas sześciodniowego otwarcia. Tydzień przed wydaniem zostały one obniżone do 120-140 milionów.
W Chinach, gdzie film zadebiutował 28 czerwca 2019 roku, na kilka dni przed premierą w Stanach Zjednoczonych, zarobił w weekend otwarcia 95 milionów dolarów, a przez cały okres wyświetlania łącznie 199 milionów. W Ameryce Łacińskiej osiągnął łączny wynik ponad 81 milionów, gdzie 32,3 miliona zarobił w Meksyku, a 20,4 miliona w Brazylii. Do największych rynków, poza Chinami, Meksykiem i Brazylią, należały również: Korea Południowa (56,3 miliona), Wielka Brytania (47,1 miliona), Japonia (28,1 miliona), Francja (26,2 miliona), Australia (26 milionów) i Rosja (21,4 miliona). W Polsce w weekend otwarcia film zarobił prawie 1,3 miliona dolarów, a w sumie prawie 4,5 miliona.

### Krytyka w mediach
Film spotkał się z pozytywną reakcją krytyków. W serwisie Rotten Tomatoes 91% z 443 recenzji uznano za pozytywne, a średnia ocen wystawionych na ich podstawie wyniosła 7,4/10. Na portalu Metacritic średnia ważona ocen z 51 recenzji wyniosła 69 punktów na 100. Natomiast według serwisu CinemaScore, zajmującego się mierzeniem atrakcyjności filmów w Stanach Zjednoczonych, publiczność przyznała mu ocenę A w skali od F do A+.
Owen Gleiberman z „Variety” stwierdził, że „Daleko od domu duchem zbliża się do dobrych filmów Tobeyem Maguire’em”. Alonso Duralde z The Wrap napisał, że: „Spider-Man: Daleko od domu staje się rozrywkowym przykładem tego, co nazywaliśmy letnim filmem”. Richard Roeper z „Chicago Sun-Times” stwierdził, że „Jest ostry, słodki i satysfakcjonujący, pełen pirotechniki, okraszony ostrym humorem i nasycony wystarczającą ilością życia i śmierci, aby utrzymać zainteresowanie”. Ben Travis z „Empire Magazine” napisał: „Spider-man: Daleko od domu to ten sam spory dowcip, nieograniczona energia i tonalna lekkość, które sprawiły, że Spider-Man: Homecoming z 2017 roku był taką radością”. David Crow z Den of Geek stwierdził, że: „Spider-man: Daleko od domu to zawrotna kontynuacja, po której będziesz się uśmiechać. Zawrotność ta jest znacznie podwyższona przez Mysterio Jake’a Gyllenhaala”. Tasha Robinson z „The Verge” napisała: „To totalny triumf, podmuch adrenaliny czystej akcji i emocji, który dorównuje swoim poprzednikom i umiejętnie przekazuje historię MCU w niezapomniany, a nawet wzruszający sposób”.
Łukasz Kaliński z dwutygodnika „Viva!” stwierdził, że: „Spider-Man: Daleko od domu nie pozostaje jedynie ciągłym uganianiem się za groźnymi żywiołakami, ale świetnie sprawdza się jako kolejna solowa opowieść MCU, zapewniając dużą ilość komiksowej rozrywki, humoru i efektów specjalnych”. Wojtek Smoła z IGN Polska napisał, że: „Spider-man: Daleko od domu stanowi bardzo dobry seans, który zwieńcza nie tylko wartka akcja i całkiem zawiła historia, ale na światło dzienne przebija się humor i wątek romantyczny, który rzuca w stronę Pajączka powiew świeżego powietrza”. Piotr Dobry z Dziennik.pl stwierdził, że: „Podobnie bowiem jak Homecoming, nowy Pająk to nade wszystko młodzieżowa komedia romantyczna w kostiumie superhero. I choć akcja rozgrywa się bezpośrednio po Końcu gry, tonacja jest nieporównywalnie lżejsza, a do klimatu rodem z Johna Hughesa dochodzi tym razem także humor spod znaku rodziny Griswoldów”. Szymon Goraj z Movies Room napisał: „Choć niepozbawiony wad, film Wattsa jest godnym zamknięciem pewnego ważnego rozdziału w MCU (i zarazem otwarciem nowego), ale i czymś znacznie więcej. To bezkompromisowy łamacz schematów, przepełniony dystansem do własnego rodowodu i dzięki temu wychodzący poza jego ramy”.

### Nagrody i nominacje
| Rok  | Ceremonia                            | Kategoria                                                                   | Nominowani                                                                                | Rezultat  | Przypis |
| ---- | ------------------------------------ | --------------------------------------------------------------------------- | ----------------------------------------------------------------------------------------- | --------- | ------- |
| 2019 | Teen Choice Awards                   | Ulubiony film lata                                                          | Spider-Man: Daleko od domu                                                                | Wygrana   | [ 98 ]  |
| 2019 | Teen Choice Awards                   | Ulubiona aktorka lata                                                       | Zendaya                                                                                   | Wygrana   | [ 98 ]  |
| 2019 | Teen Choice Awards                   | Ulubiony aktor lata                                                         | Tom Holland                                                                               | Wygrana   | [ 98 ]  |
| 2019 | Saturn Awards                        | Najlepsza adaptacja komiksu                                                 | Spider-Man: Daleko od domu                                                                | Nominacja | [ 99 ]  |
| 2019 | Saturn Awards                        | Najlepsza aktorka drugoplanowa                                              | Zendaya                                                                                   | Wygrana   | [ 99 ]  |
| 2019 | Saturn Awards                        | Najlepszy młody aktor / aktorka                                             | Tom Holland                                                                               | Wygrana   | [ 99 ]  |
| 2019 | Saturn Awards                        | Najlepsze efekty specjalne                                                  | Spider-Man: Daleko od domu                                                                | Nominacja | [ 99 ]  |
| 2019 | People’s Choice Awards               | Ulubiony film                                                               | Spider-Man: Daleko od domu                                                                | Nominacja | [ 100 ] |
| 2019 | People’s Choice Awards               | Ulubiony film akcji                                                         | Spider-Man: Daleko od domu                                                                | Nominacja | [ 100 ] |
| 2019 | People’s Choice Awards               | Ulubiony aktor filmowy                                                      | Tom Holland                                                                               | Nominacja | [ 100 ] |
| 2019 | People’s Choice Awards               | Ulubiona aktorka filmowa                                                    | Zendaya                                                                                   | Wygrana   | [ 100 ] |
| 2019 | People’s Choice Awards               | Ulubiona gwiazda kina akcji                                                 | Tom Holland                                                                               | Wygrana   | [ 100 ] |
| 2019 | Hollywood Professional Association   | Najlepsze efekty specjalne w filmie                                         | Alexis Wajsbrot, Stephen Kennedy, Nathan McConnel, Sylvain Degrotte, Jonathan Opgenhaffen | Nominacja | [ 101 ] |
| 2019 | National Film & TV Awards            | Najlepszy film                                                              | Spider-Man: Daleko od domu                                                                | Nominacja | [ 102 ] |
| 2019 | National Film & TV Awards            | Najlepszy aktor                                                             | Tom Holland                                                                               | Nominacja | [ 102 ] |
| 2019 | National Film & TV Awards            | Najlepsza aktorka drugolpanowa                                              | Zendaya                                                                                   | Nominacja | [ 102 ] |
| 2019 | National Film & TV Awards            | Najlepszy aktor drugoplanowy                                                | J.B. Smoove                                                                               | Wygrana   | [ 102 ] |
| 2019 | AACTA Awards                         | Najlepsze efekty specjalne lub animacje                                     | Brendan Seals, Michael Perdew, Andrew Zink, Adam Gailey                                   | Wygrana   | [ 103 ] |
| 2020 | Hollywood Critics Association Awards | Najlepszy blockbuster                                                       | Spider-Man: Daleko od domu                                                                | Nominacja | [ 104 ] |
| 2020 | Critics’ Choice Movie Awards         | Najlepszy film akcji                                                        | Spider-Man: Daleko od domu                                                                | Nominacja | [ 105 ] |
| 2020 | VES Awards                           | Najlepsze symulacje w fotorealistycznym filmie                              | Adam Gailey, Jacob Santamaria, Jacob Clark, Stephanie Molk                                | Nominacja | [ 106 ] |
| 2020 | Kids’ Choice Awards                  | Ulubiony film                                                               | Spider-Man: Homecoming                                                                    | Nominacja | [ 107 ] |
| 2020 | Kids’ Choice Awards                  | Ulubiony aktor filmowy                                                      | Tom Holland                                                                               | Nominacja | [ 107 ] |
| 2020 | Kids’ Choice Awards                  | Ulubiona aktorka filmowa                                                    | Zendaya                                                                                   | Wygrana   | [ 107 ] |
| 2020 | Kids’ Choice Awards                  | Ulubiony superbohater                                                       | Tom Holland                                                                               | Wygrana   | [ 107 ] |
| 2020 | Annie Awards                         | Najlepsze indywidualne osiągnięcie: animacja postaci w produkcji aktorskiej | Joakim Riedinger                                                                          | Nominacja | [ 108 ] |

## Kontynuacje
W sierpniu 2019 roku Sony poinformowało o planach nakręcenia dwóch kolejnych filmów. Po sukcesie Spider-Man: Daleko od domu Marvel Studios oraz The Walt Disney Company rozważało rozszerzenie dotychczasowej umowy z Sony Pictures. Sony chciało rozszerzyć umowę o inne produkcje, pozostając przy identycznych warunkach finansowych. Disney jednak był zaniepokojony zbyt dużą odpowiedzialnością Kevina Feigego i obawiał się, że nadmiar obowiązków może wpłynąć na franczyzę Filmowego Uniwersum Marvela. Zażądali większych zysków z przyszłych koprodukcji, przy których Feige miałby pracować dla studia Sony. Firmy nie były w stanie dojść do porozumienia, a Sony zdecydowało się na produkcję kolejnego filmu o Spider-Manie bez zaangażowania Marvel Studios i Feigego. Po osobistym zaangażowaniu się Toma Hollanda studia powróciły do negocjacji, dzięki którym Sony i Disney ogłosiły nowe porozumienie pod koniec września. Spider-Man: Bez drogi do domu miał premierę w 2021 roku. Watts ponownie odpowiadał za reżyserię na podstawie scenariusza McKenny i Sommersa. Holland powrócił w tytułowej roli, a obok niego w rolach głównych wystąpili: Zendaya, Batalon, Tomei, Favreau, Benedict Cumberbatch i Jamie Foxx.
W listopadzie 2021 roku ujawniono, że w przygotowaniu dla Disney+ jest serial animowany Spider-Man: Freshman Year, który ma opowiadać o początkach Petera Parkera jako Spider-Mana. Jego głównym scenarzystą został Jeff Trammel. W tym samym miesiącu Amy Pascal poinformowała, że planowana jest dalsza współpraca z Marvel Studios nad drugą trylogią z Hollandem w tytułowej roli.